# Peo
Peo var en svensk serietidning för barn som utgavs 1970–1981. Den hade namn efter serien med samma namn, skapad av Kiki Olsen.
Seriens skapare Kiki Olsen var verksam på Dennis förlag (tidigare Formatic Press), som var utgivare av den svenska versionen av den amerikanska serien Dennis. Olsen hade på licens ägnat sig åt svenska avsnitt av den amerikanska serien. Då Dennis förlag förlorat rättigheterna till denna serie, vilka 1969 övergått till Semic Press, skapade hon Peo som en ersättning för Dennis. Förlaget ändrade därefter även namn till Peos förlag. 
Utöver utgivningen som egen serietidning publicerades Peo under en tid i början av 1970-talet i kvällstidningen Expressen. Seriefiguren Peo är i likhet med Dennis ett busfrö, även om han är något äldre och färgad. Serien Peo innehåller även mer fantasifulla inslag som utomjordingen Mars och den talande och flygande hästen Po, men trots detta uppfattades den som ett plagiat på Dennis. Serien Peo kritiserades även av Maud Hägg och Barbro Werkmäster för könsrollsstereotyper.